# Paul Eagler
Paul Eagler (Newman, 24 settembre 1890 – Sherman Oaks, 30 settembre 1961) è stato un effettista e direttore della fotografia statunitense, vincitore di un premio Oscar e candidato ad un altro.

## Riconoscimenti
L'anno si riferisce all'anno della cerimonia di premiazione.
- 1941
  - Nomination Oscar ai migliori effetti speciali (effetti visivi) insieme a Thomas T. Moulton (effetti audio) per Il prigioniero di Amsterdam (Foreign Correspondent)
- 1949
  - Oscar ai migliori effetti speciali (effetti visivi) insieme a Joseph McMillan Johnson, Russell Shearman, Clarence Slifer per gli effetti visivi e a Charles L. Freeman e a James G. Stewart per gli effetti audio per Il ritratto di Jennie (Portrait of Jennie)